# Dolynska
Dolynska (em ucraniano:  Долинська) é uma cidade da Ucrânia, situada no Oblast de Kirovogrado. Tem 12,13 km² de área e sua população em 2020 foi estimada em 18.539 habitantes.